# ヘイスタック・カルホーン
ヘイスタック・カルホーン（Haystacks Calhoun、本名：William Dee Calhoun、1934年8月3日 - 1989年12月7日）は、アメリカ合衆国のプロレスラー。テキサス州マッキニー出身（ギミック上の出身地はアーカンソー州モーガンズ・コーナー）。
第6代WWWF世界タッグ王者。1960年代を代表する巨漢レスラーであり、日本では「人間空母」「お化けカボチャ」などの異名で呼ばれた。

## 来歴
少年時代から地元の農場で働いていたが、その巨体をオーヴィル・ブラウンに見込まれて1954年にプロレス入り。オーバーオールを着用し、家畜の蹄鉄を鎖で首にぶら下げた農夫ギミックの超巨漢ベビーフェイスとして売り出され、1956年12月13日にはカンザスシティにてルー・テーズのNWA世界ヘビー級王座に挑戦。1960年代初頭はニューヨークでの体重300kgのハッピー・ハンフリーとの巨漢対決で勝利を収めて注目を浴びた。1962年10月にはロサンゼルスのWWAにて、エイブ・ジェイコブズと組んでWWAインターナショナルTVタッグ王座を獲得している。
1963年3月、日本プロレスの『第5回ワールド大リーグ戦』に初来日。羽田空港から都心のホテルまで小型トラックの荷台で運ばれるなどの演出で話題を呼び、4月17日には沖縄で力道山のインターナショナル・ヘビー級王座に挑戦。若手時代のアントニオ猪木や大木金太郎を相手にした5人掛けの変則試合なども行われた。
1960年代後半はカナダのバンクーバー地区を主戦場に、1966年7月にはドン・レオ・ジョナサンと組んでジョン・トロス&トニー・ボーンからNWAカナディアン・タッグ王座を奪取。1968年6月にもジョナサンとのコンビでジ・アサシンズを破り、再び同王座を獲得した。この間、1966年12月には地元のアーカンソーをサーキット・エリアとするミッドサウスのトライステート地区にて、ジャック・ブリスコと組んでNWA USタッグ王座にも戴冠。1968年8月にはマン・マウンテン・カノン（キャノン）との巨漢コンビで日本プロレスに再来日している。
1970年代に入るとニューヨークのWWWFに定着。1973年5月30日、トニー・ガレアをパートナーにプロフェッサー・タナカ&ミスター・フジからWWWF世界タッグ王座を奪取した。9月11日にタナカ&フジにタイトルを奪回されるが、以降もベビーフェイスの中堅として、ゴリラ・モンスーン、チーフ・ジェイ・ストロンボー、イワン・プトスキーらと共に、マディソン・スクエア・ガーデンのミッドカードに欠かせない人気者となる。ブルーノ・サンマルチノやペドロ・モラレスともタッグを組み、1977年6月6日にはスーパースター・ビリー・グラハムのWWWFヘビー級王座にも挑戦した。
1978年6月、WWWFとの提携ルートで新日本プロレスの『サマー・ファイト・シリーズ』に参戦。10年ぶりの来日を果たしたが、日本プロレス参戦時と比べ体重は大幅に落ちていた。7月15日には根室にて猪木とのシングルマッチが行われ、7月24日の広島県立体育館大会ではピーター・メイビアと組んで坂口征二&ストロング小林の北米タッグ王座に挑戦した。なお、このシリーズには後にWWWFでメイビアのマネージャーを務めるフレッド・ブラッシーも来日しており、本国ではベビーフェイスのカルホーンも仇敵ブラッシーをマネージャー役にしてヒールを演じた。翌1979年6月には新日本のブッキングでアンドレ・ザ・ジャイアントと共に国際プロレスに特別参加している。
その後、健康状態が悪化して1980年代初頭に引退。1986年に糖尿病のため左足を失い、1989年12月7日に死去。55歳没。晩年の体重は150kgほどまで減少していた。
2017年3月31日、WWWFでの実績を称え、WWE殿堂のレガシー部門に迎えられた。

## エピソード
- 初来日時は当時としては桁外れの体のサイズゆえ大きな話題を集め、子供向けの印刷媒体には「朝食には茹でたジャガイモをバケツ1杯、ベーコン900グラム、卵10個を食べ、ミルク半ガロン（約2リットル）を飲む」などと紹介された[18]。プロレスラーになったきっかけも、巨体を武器にして手っ取り早く大金を稼ぎ、その食欲を満たすためだったなどとされている[1]。東京スポーツ新聞社の桜井康雄が彼の食いっぷりを確かめるべくレストランに誘ったところ、800グラムのステーキを3枚、エビフライを4人前、フルーツを4皿たいらげたという[19]。
- 1962年公開の映画 "Requiem for a Heavyweight" （監督：ラルフ・ネルソン、脚本：ロッド・サーリング、主演：アンソニー・クイン）に本人役で出演している[16]。

## 得意技
- ビッグ・スプラッシュ
- ボディ・スプラッシュ

## 獲得タイトル
ワールドワイド・レスリング・アソシエーツ
- WWAインターナショナルTVタッグ王座：1回（w / エイブ・ジェイコブズ）[5]

NWAオールスター・レスリング
- NWAカナディアン・タッグ王座（バンクーバー版）：2回（w / ドン・レオ・ジョナサン）[8]

NWAトライステート
- NWA USタッグ王座（トライステート版）：1回（w / ジャック・ブリスコ）[9]

ワールド・ワイド・レスリング・フェデレーション / WWE
- WWWF世界タッグ王座：1回（w / トニー・ガレア）[11]
- WWE殿堂（レガシー部門）：2017年[17]